# Eupithecia brunneomarginata
Eupithecia brunneomarginata es una especie de polilla de la familia Geometridae. La especie fue descrita por primera vez por Galsworthy y Mironov habiendo sido descrita en 2008, con distribución en Pakistán.

## Descirpción
Son polillas pequeñas con una envergadura de unos 18 milímetros (0,7 plg). El ala anterior tiene color de fondo gris pálido, con un área terminal de color marrón oxidado más oscuro, especialmente oscura cerca del ápice. Cuenta con líneas transversales marrones, distintas y estrechas, oblicuamente rectas, con ángulos pronunciados cerca de la costa. El ala posterior tiene un color gris más pálido con líneas transversales relativamente distintas, especialmente ante y posmedial. El punto del disco es indistinto en ambas alas.